# Alfredo Vera
Alfredo Vera Arrata (Guayaquil, 1935) fue Ministro del Interior del Ecuador de diciembre de 2010 hasta mayo de 2011.
Hijo del también político Alfredo Vera Vera y su esposa, Baltita Arrata Macías, Alfredo Vera Arrata nació en Guayaquil como el segundo de cuatro hijos. Durante su niñez contrajo Poliomielitis, lo que le impidió practicar deporte junto a sus hermanos y lo forzó a usar zapatos ortopédicos.Por su entorno familiar, estuvo expuesto a la política y a las letras desde muy temprana edad. Su hermana es la prima ballerina Noralma Vera.

## Educación
Alfredo Vera realizó sus estudios secundarios en Colegio Nacional Aguirre Abad en su ciudad natal, de donde también se graduó de bachiller. Luego estudió arquitectura en la Universidad de Guayaquil y obtuvo en 1970 el título de Arquitecto Urbanista.

## Carrera profesional
Durante 15 años, Vera Arrata trabajó como docente de la Universidad de Guayaquil, en la Facultad de Arquitectura. Al mismo tiempo ejerció su profesión como planificador urbano en la firma CONSUR.
Por su vínculo familiar a Oswaldo Guayasamín (Vera Arrata está casado con Saskia, una hija de este), trabaja como miembro del consejo ejecutivo de la Fundación Guayasamín desde 1976, ayudando de esta manera a desarrollar el proyecto La Capilla del Hombre y la pintura en el Ecuador.

### Carrera política
Ya desde su época universitaria, Alfredo Vera se interesaba por la política y llegó a ser Vicepresidente de Federación de Estudiantes Universitarios del Ecuador, sede Guayaquil. Fue también dirigente del Movimiento Unión Revolucionaria de Juventudes Ecuatorianas, una asociación estudiantil de izquierda. La participación en estos grupos políticos durante la dictadura le costó el exilio y su libertad: en 1963 tuvo que salir forzosamente del Ecuador hacia otros países de América Latina, entre ellos Chile y Cuba. Esto se debió principalmente a su trabajo en la revista política de izquierda Mañana, del escritor y tío paterno suyo, Pedro Jorge Vera. Luego de regresar al Ecuador fue apresado por el régimen dictatorial y pasó, junto con otros redactores de la revista, un año en la cárcel.
Desde 1984 es miembro del partido Izquierda Democrática, bajo el cual sirvió como diputado por la provincia del Guayas en 1986 y luego como Ministro de Educación de 1988 a 1991, año en que fue destituido de su cargo por el Congreso Nacional luego de que se detectara un sobreprecio en el valor de compra de unas láminas de acero por parte del Ministerio.
A partir de 1992 asumió un cubil como diputado Nacional alterno, fue Representante por Pichincha a la Asamblea constituyente de 1998 y concejal de la ciudad de Quito en el período siguiente. Durante 2008 sirvió como el primer Secretario Anticorrupción del Ecuador bajo el gobierno de Rafael Correa

## Publicaciones
- Historia de un Triste Banano (1970)
- Investigación Social en la Arquitectura (1974)
- El Lleve de la Perimetral (1987)
- El Contrajuicio (1991)
- Enigmas de la Educación (1998)
- Larga Crónica de la Constituyente por Dentro (1999)